# Torneo de Reserva 2016-17
El Torneo de Reserva 2016-17 fue la septuagésimo séptima edición del certamen organizado por la Asociación del Fútbol Argentino. Inició el 26 de agosto de 2016 y finalizó el 30 de junio de 2017. Participaron un total de 30 equipos, todos participantes de la Primera División 2016-17.
El nuevo participante fue Talleres de Córdoba, que regresó tras su última participación en la temporada 2003-04.
El torneo consagró campeón por primera vez en su historia a Talleres de Córdoba, tras vencer a San Lorenzo de Almagro por 4 a 0 en la última fecha, convirtiéndolo en el primero de la provincia y de los indirectamente afiliados en lograrlo.

## Equipos participantes
Participan los 30 equipos que compiten en la primera división.
| Equipo              | Ciudad                | Estadio                             | Capacidad |
| ------------------- | --------------------- | ----------------------------------- | --------- |
| Aldosivi            | Mar del Plata         | José María Minella                  | 35 350    |
| Arsenal             | Sarandí               | Julio Humberto Grondona             | 16 300    |
| Atlético de Rafaela | Rafaela               | Nuevo Monumental                    | 16 000    |
| Atlético Tucumán    | San Miguel de Tucumán | Monumental José Fierro              | 35 200    |
| Banfield            | Banfield              | Florencio Sola                      | 34 900    |
| Belgrano            | Córdoba               | Mario Alberto Kempes                | 57 000    |
| Boca Juniors        | Buenos Aires          | Alberto J. Armando                  | 49 000    |
| Colón               | Santa Fe              | Brigadier General Estanislao López  | 47 000    |
| Defensa y Justicia  | Gobernador Costa      | Norberto Tomaghello                 | 20 000    |
| Estudiantes         | La Plata              | Ciudad de La Plata                  | 53 000    |
| Gimnasia y Esgrima  | La Plata              | Juan Carmelo Zerillo                | 21 000    |
| Godoy Cruz          | Godoy Cruz            | Malvinas Argentinas                 | 40 270    |
| Huracán             | Buenos Aires          | Tomás Adolfo Ducó                   | 48 310    |
| Independiente       | Avellaneda            | Libertadores de América             | 45 560    |
| Lanús               | Lanús Este            | Ciudad de Lanús - Néstor Díaz Pérez | 46 620    |
| Newell's Old Boys   | Rosario               | Marcelo Bielsa                      | 38 095    |
| Olimpo              | Bahía Blanca          | Roberto Natalio Carminatti          | 15 000    |
| Patronato           | Paraná                | Presbítero Bartolomé Grella         | 23 500    |
| Quilmes             | Quilmes               | Centenario Dr. José Luis Meiszner   | 30 200    |
| Racing Club         | Avellaneda            | Presidente Perón                    | 50 000    |
| River Plate         | Buenos Aires          | Antonio Vespucio Liberti            | 61 320    |
| Rosario Central     | Rosario               | Gigante de Arroyito                 | 41 470    |
| San Lorenzo         | Buenos Aires          | Pedro Bidegain                      | 43 490    |
| San Martín          | San Juan              | Ingeniero Hilario Sánchez           | 19 000    |
| Sarmiento           | Junín                 | Eva Perón                           | 22 000    |
| Talleres            | Córdoba               | Francisco Cabasés                   | 18 000    |
| Temperley           | Temperley             | Alfredo Beranger                    | 22 000    |
| Tigre               | Victoria              | José Dellagiovanna                  | 28 680    |
| Unión               | Santa Fe              | 15 de Abril                         | 26 000    |
| Vélez Sarsfield     | Buenos Aires          | José Amalfitani                     | 49 540    |

### Distribución geográfica de los equipos
| Región                                   | Cant. | Equipos                                                                                              |
| ---------------------------------------- | ----- | --- |
| Conurbano bonaerense                     | 9     | Arsenal, Banfield, Defensa y Justicia, Independiente, Lanús, Quilmes, Racing Club, Temperley y Tigre |
| Ciudad de Buenos Aires                   | 5     | Boca Juniors, Huracán, River Plate, San Lorenzo y Vélez Sarsfield                                    |
| Provincia de Santa Fe                    | 5     | Atlético de Rafaela, Colón, Newell's Old Boys, Rosario Central y Unión                               |
| Interior de la provincia de Buenos Aires | 3     | Aldosivi, Olimpo y Sarmiento                                                                         |
| Ciudad de La Plata                       | 2     | Estudiantes y Gimnasia y Esgrima                                                                     |
| Provincia de Córdoba                     | 2     | Belgrano y Talleres                                                                                  |
| Provincia de Mendoza                     | 1     | Godoy Cruz                                                                                           |
| Provincia de Entre Ríos                  | 1     | Patronato                                                                                            |
| Provincia de Tucumán                     | 1     | Atlético Tucumán                                                                                     |
| Provincia de San Juan                    | 1     | San Martín                                                                                           |

## Tabla de posiciones
| Pos. | Equipo                   | Pts. | PJ | PG | PE | PP | GF | GC | Dif. |
| ---- | ------------------------ | ---- | -- | -- | -- | -- | -- | -- | ---- |
| 01.º | Talleres (C)             | 59   | 30 | 18 | 5  | 7  | 55 | 32 | 23   |
| 02.º | Lanús                    | 58   | 30 | 16 | 10 | 4  | 34 | 18 | 16   |
| 03.º | Newell's Old Boys        | 56   | 30 | 17 | 5  | 8  | 55 | 34 | 21   |
| 04.º | Boca Juniors             | 53   | 29 | 14 | 11 | 4  | 40 | 23 | 17   |
| 05.º | Unión                    | 51   | 29 | 15 | 6  | 8  | 45 | 33 | 12   |
| 06.º | Rosario Central          | 50   | 30 | 14 | 8  | 8  | 47 | 33 | 14   |
| 07.º | Huracán                  | 48   | 30 | 14 | 6  | 10 | 35 | 35 | 0    |
| 08.º | Belgrano                 | 45   | 30 | 13 | 6  | 11 | 45 | 38 | 7    |
| 09.º | Banfield                 | 44   | 27 | 12 | 8  | 7  | 41 | 29 | 12   |
| 10.º | Independiente            | 44   | 27 | 13 | 5  | 9  | 40 | 28 | 12   |
| 11.º | Estudiantes (LP)         | 43   | 27 | 11 | 10 | 6  | 43 | 32 | 11   |
| 12.º | Vélez Sarsfield          | 43   | 28 | 13 | 4  | 11 | 39 | 31 | 8    |
| 13.º | River Plate              | 39   | 28 | 11 | 6  | 11 | 30 | 28 | 2    |
| 14.º | Racing                   | 38   | 25 | 10 | 8  | 7  | 36 | 31 | 5    |
| 15.º | San Lorenzo              | 38   | 28 | 9  | 11 | 8  | 30 | 24 | 6    |
| 16.º | Sarmiento                | 38   | 28 | 11 | 5  | 12 | 31 | 39 | −8   |
| 17.º | Colón                    | 35   | 29 | 10 | 5  | 14 | 36 | 39 | −3   |
| 18.º | Olimpo                   | 34   | 27 | 8  | 10 | 9  | 35 | 37 | −2   |
| 19.º | Arsenal                  | 33   | 28 | 8  | 9  | 11 | 28 | 29 | −1   |
| 20.º | Godoy Cruz Antonio Tomba | 33   | 28 | 10 | 3  | 15 | 39 | 48 | −9   |
| 21.º | Atlético de Rafaela      | 33   | 30 | 8  | 9  | 13 | 38 | 43 | −5   |
| 22.º | Quilmes                  | 32   | 29 | 9  | 5  | 15 | 28 | 42 | −14  |
| 23.º | Tigre                    | 30   | 28 | 6  | 12 | 10 | 26 | 40 | −14  |
| 24.º | Aldosivi                 | 29   | 25 | 8  | 5  | 12 | 30 | 33 | −3   |
| 25.º | Patronato                | 29   | 29 | 7  | 8  | 14 | 27 | 39 | −12  |
| 26.º | Gimnasia y Esgrima (LP)  | 28   | 29 | 6  | 10 | 13 | 32 | 43 | −11  |
| 27.º | Defensa y Justicia       | 27   | 25 | 7  | 6  | 12 | 28 | 35 | −7   |
| 28.º | Temperley                | 25   | 28 | 5  | 10 | 13 | 23 | 43 | −20  |
| 29.º | Atlético Tucumán         | 22   | 24 | 7  | 1  | 16 | 24 | 46 | −22  |
| 30.º | San Martín (SJ)          | 20   | 27 | 5  | 5  | 17 | 29 | 64 | −35  |

|  | El equipo que ocupe esta posición al finalizar el torneo será campeón. |

|  |

### Resultados
| Fecha 1                 | Fecha 1   | Fecha 1             | Fecha 1                | Fecha 1         | Fecha 1 |
| Local                   | Resultado | Visitante           | Estadio                | Fecha           | Hora    |
| ----------------------- | --------- | ------------------- | ---------------------- | --------------- | ------- |
| Rosario Central         | 2 - 1     | Defensa y Justicia  | Gigante de Arroyito    | 26 de agosto    | 14:00   |
| Sarmiento               | 1 - 2     | Arsenal             | Eva Perón              | 26 de agosto    | 16:45   |
| Godoy Cruz              | 1 - 2     | Huracán             | Malvinas Argentinas    | 27 de agosto    | 11:30   |
| Belgrano                | 1 - 2     | Independiente       | Mario Alberto Kempes   | 28 de agosto    | 10:00   |
| Atlético Tucumán        | 2 - 1     | Atlético de Rafaela | Monumental José Fierro | 28 de agosto    | 10:00   |
| River Plate             | 2 - 1     | Banfield            | Monumental             | 29 de agosto    | 10:00   |
| Unión                   | 0 - 1     | Olimpo              | 15 de Abril            | 29 de agosto    | 10:00   |
| Racing Club             | 1 - 0     | Talleres (C)        | El Cilindro            | 29 de agosto    | 11:30   |
| Aldosivi                | 4 - 1     | Colón               | José María Minella     | 30 de agosto    | 10:00   |
| San Lorenzo             | 1 - 0     | San Martín (SJ)     | Nuevo Gasómetro        | 30 de agosto    | 10:00   |
| Temperley               | 3 - 0     | Patronato           | Alfredo Beranger       | 30 de agosto    | 11:00   |
| Tigre                   | 0 - 3     | Estudiantes (LP)    | Monumental de Victoria | 30 de agosto    | 11:00   |
| Quilmes                 | 0 - 3     | Newell's Old Boys   | Centenario             | 30 de agosto    | 15:00   |
| Lanús                   | 1 - 1     | Boca Juniors        | Ciudad de Lanús        | 2 de septiembre | 11:00   |
| Gimnasia y Esgrima (LP) | 0 - 2     | Vélez Sarsfield     | Juan Carmelo Zerillo   | 5 de septiembre | 11:00   |

| Fecha 19                | Fecha 19  | Fecha 19          | Fecha 19            | Fecha 19    | Fecha 19    |
| Local                   | Resultado | Visitante         | Estadio             | Fecha       | Hora        |
| ----------------------- | --------- | ----------------- | ------------------- | ----------- | ----------- |
| Rosario Central         | 4 - 0     | Atlético Tucumán  | Arroyo Seco         | 7 de abril  | 10:00       |
| Colón                   | 5 - 1     | Godoy Cruz        | Rafael Batres       | 7 de abril  | 10:00       |
| Arsenal                 | 0 - 0     | Newell's Old Boys | Auxiliar            | 7 de abril  | 15:00       |
| San Lorenzo             | 2 - 0     | Sarmiento         | Ciudad Deportiva    | 8 de abril  | 9:00        |
| Atlético de Rafaela     | 1 - 1     | Huracán           | Nuevo Monumental    | 8 de abril  | 14:45       |
| Banfield                | 6 - 2     | Belgrano          | Predio Luis Guillón | 9 de abril  | 9:30        |
| Talleres (C)            | 1 - 0     | Lanús             | Francisco Cabasés   | 9 de abril  | 10:00       |
| Patronato               | 0 - 0     | Independiente     | Predio La Capillita | 9 de abril  | 10:00       |
| San Martín (SJ)         | 0 - 1     | Unión             | Predio Emmanuel Mas | 9 de abril  | 10:00       |
| Gimnasia y Esgrima (LP) | 0 - 1     | Temperley         | Estancia Chica      | 9 de abril  | 10:00       |
| Vélez Sarsfield         | 0 - 2     | Boca Juniors      | Villa Olímpica      | 9 de abril  | 10:00       |
| River Plate             | 3 - 0     | Quilmes           | River Camp          | 10 de abril | 11:00       |
| Racing Club             |           | Tigre             | A confirmar         | Postergado  | A confirmar |
| Aldosivi                |           | Estudiantes (LP)  | A confirmar         | Postergado  | A confirmar |
| Defensa y Justicia      |           | Olimpo            | A confirmar         | Postergado  | A confirmar |

| Fecha 20                | Fecha 20  | Fecha 20            | Fecha 20           | Fecha 20    | Fecha 20    |
| Local                   | Resultado | Visitante           | Estadio            | Fecha       | Hora        |
| ----------------------- | --------- | ------------------- | ------------------ | ----------- | ----------- |
| Lanús                   | 4 - 2     | San Martín (SJ)     | Lorenzo D'Angelo   | 14 de abril | 10:00       |
| Huracán                 | 2 - 1     | Arsenal             | La Quemita         | 14 de abril | 11:00       |
| Belgrano                | 0 - 2     | Talleres (C)        | Gigante de Alberdi | 15 de abril | 09:00       |
| Olimpo                  | 0 - 2     | Vélez Sarsfield     | De Teléfonos       | 15 de abril | 10:00       |
| Independiente           | 2 - 1     | Atlético de Rafaela | Villa Domínico     | 15 de abril | 10:00       |
| Temperley               | 1 - 1     | Rosario Central     | Auxiliar           | 15 de abril | 11:00       |
| Sarmiento               | 3 - 2     | Racing Club         | Eva Perón          | 16 de abril | 09:00       |
| Boca Juniors            | 1 - 0     | Patronato           | Pedro Pompilio     | 16 de abril | 10:00       |
| Unión                   | 4 - 0     | Defensa y Justicia  | 15 de Abril        | 17 de abril | 10:00       |
| Tigre                   | 2 - 0     | River Plate         | Nito San Andrés    | 17 de abril | 15:00       |
| Quilmes                 | 2 - 1     | Colón               | Centenario         | 17 de abril | 15:30       |
| Newell's Old Boys       | 3 - 2     | Estudiantes (LP)    | Marcelo Bielsa     | 18 de abril | 15:00       |
| Gimnasia y Esgrima (LP) |           | Aldosivi            | A confirmar        | Postergado  | A confirmar |
| Atlético Tucumán        |           | San Lorenzo         | A confirmar        | Postergado  | A confirmar |
| Godoy Cruz              |           | Banfield            | A confirmar        | Postergado  | A confirmar |

| Fecha 21            | Fecha 21  | Fecha 21                | Fecha 21             | Fecha 21    | Fecha 21    |
| Local               | Resultado | Visitante               | Estadio              | Fecha       | Hora        |
| ------------------- | --------- | ----------------------- | -------------------- | ----------- | ----------- |
| San Lorenzo         | 0 - 0     | Temperley               | Ciudad Deportiva     | 21 de abril | 9:00        |
| Racing Club         | 2 - 0     | Atlético Tucumán        | Tita Mattiussi       | 21 de abril | 9:00        |
| Banfield            | 4 - 0     | Quilmes                 | Luis Guillón         | 21 de abril | 11:00       |
| Rosario Central     | 0 - 0     | Gimnasia y Esgrima (LP) | Arroyo Seco          | 21 de abril | 11:30       |
| Vélez Sarsfield     | 2 - 1     | Unión                   | José Amalfitani      | 22 de abril | 15:45       |
| Defensa y Justicia  | 1 - 1     | Lanús                   | La Capilla           | 23 de abril | 10:00       |
| San Martín (SJ)     | 0 - 1     | Belgrano                | Emmanuel Más         | 23 de abril | 10:00       |
| Patronato           | 1 - 2     | Olimpo                  | La Capillita         | 23 de abril | 10:00       |
| Estudiantes (LP)    | 3 - 2     | Huracán                 | Country de City Bell | 23 de abril | 10:30       |
| Atlético de Rafaela | 0 - 0     | Boca Juniors            | Nuevo Monumental     | 23 de abril | 13:30       |
| Colón               | 0 - 0     | Tigre                   | Rafael Batres        | 24 de abril | 9:30        |
| Talleres (C)        | 3 - 1     | Godoy Cruz              | La Boutique          | 24 de abril | 10:00       |
| River Plate         | 1 - 2     | Sarmiento               | Monumental           | 24 de abril | 15:00       |
| Aldosivi            |           | Newell's Old Boys       | A confirmar          | Suspendido  | A confirmar |
| Arsenal             |           | Independiente           | A confirmar          | Postergado  | A confirmar |

| Fecha 22                | Fecha 22  | Fecha 22            | Fecha 22         | Fecha 22    | Fecha 22     |
| Local                   | Resultado | Visitante           | Estadio          | Fecha       | Hora         |
| ----------------------- | --------- | ------------------- | ---------------- | ----------- | ------------ |
| Temperley               | 1 - 1     | Racing Club         | Auxiliar         | 28 de abril | 9:00         |
| Independiente           | 0 - 1     | Estudiantes (LP)    | Villa Domínico   | 28 de abril | 10:00        |
| Gimnasia y Esgrima (LP) | 1 - 5     | San Lorenzo         | Estancia Chica   | 28 de abril | 11:00        |
| Huracán                 | 1 - 3     | Newell's Old Boys   | La Quemita       | 28 de abril | 15:00        |
| Quilmes                 | 1 - 2     | Talleres (C)        | Centenario       | 29 de abril | 11:00        |
| Rosario Central         | 2 - 0     | Aldosivi            | Ciudad Deportiva | 30 de abril | 10:00        |
| Olimpo                  | 2 - 0     | Atlético de Rafaela | De Teléfonos     | 30 de abril | 10:00        |
| Boca Juniors            | 0 - 0     | Arsenal             | Pedro Pompilio   | 30 de abril | 10:00        |
| Godoy Cruz              | 3 - 0     | San Martín (SJ)     | Coquimbito       | 30 de abril | 10:00        |
| Unión                   | 1 - 1     | Patronato           | 15 de Abril      | 30 de abril | 10:00        |
| Sarmiento               | 1 - 0     | Colón               | Eva Perón        | 30 de abril | 15:00        |
| Lanús                   | 2 - 1     | Vélez Sarsfield     | Lorenzo D'Angelo | 2 de mayo   | 10:00        |
| Belgrano                | 0 - 2     | Defensa y Justicia  | Villa Esquiú     | 2 de mayo   | 10:00        |
| Tigre                   | 0 - 0     | Banfield            | Nito San Andres  | 2 de mayo   | 14:00        |
| Atlético Tucumán        | -         | River Plate         | A determinar     | Postergado  | A determinar |

## Goleadores
| Jugador               | Goles | Equipo          |
| --------------------- | ----- | --------------- |
| Marcelo Torres        | 14    | Boca Juniors    |
| Agustín Coscia        | 12    | Rosario Central |
| Joaquín Clavijo Gerlo | 12    | Patronato       |